# Frank Bussmann
Frank Bussmann (* 20. Oktober 1972 in Beelen) ist ein deutscher Inline-Speedskater und semiprofessioneller Rennradfahrer.

## Leben und Beruf
Bussmann schloss 1994 eine Ausbildung zum Konditor ab. 1999 legte er auf dem Zweiten Bildungsweg das Abitur ab. Anschließend studierte er Englisch und Sport in Bielefeld. Von 2006 bis 2010 war er Team-Manager des Stadler Racing Teams des Zweirad-Centers Stadler. 2010 beendete er seine Profi-Karriere als Speedskater, um sich seiner Firma und seinem eigenen Inlinespeedskate-Team zu widmen, das aus nationalen und internationalen Fahrern bestand, u. a. gehörten ihm die Brüder Elio und Giacomo Cuncu sowie Martin Thaler an. Mit ihnen belegte das Bussmann-Racing-Team 2011 den 2. Platz des XRace des German-Inline-Cup.
In 2016 machte sich Frank Bussmann mit der PURE Health Company selbstständig. Seit dieser Zeit ist Frank Bussmann Team-Manager des PURE-Racing-Teams. Für das Team fahren unter anderem die Cuncu-Brüder, Etienne Ramali und Alexander Bastidas.

## Sportliche Laufbahn
Frank Bussmann trat 2001 der Berliner Rennrad-Trainingsgruppe von Thorsten Wittig-Kupfernagel bei. 2002 fing er mit Speedskating an und fuhr ein Jahr lang für das Rexton Speedteam. Im Speed-Skate wurde er ab 2007 mehrfach Deutscher Meister der Altersklasse (AK) 30. In der Gesamtwertung des German-Inline-Cups 2017 belegte Frank Bussmann den 12. Platz.
2019 wurde er Deutscher Meister im Marathon der Herren AK45.
Er war Team-Manager beim Zweirad-Center Stadler, Fahrer beim Stadler-Luigino Racing Team und beim Stadler-Racing-Team. Das Team bestand aus zwei Abteilungen – der Radsport- und der Inline-Speedskating-Sportgruppe. Er gestaltete die Team-Kollektion selbst und schloss Verträge mit Sponsoren beider Teams, u. a. mit der WWK-Versicherungen als Hauptsponsor für das Inlinespeedskate-Team (2011).

## Erfolge
Speed-Skate
- 2007: Deutscher Meister AK30 Marathon[6]
- 2008: Vize-Europameister AK30[7]
- 2008: Deutscher Meister über die Doppelmarathon-Distanz AK30[8]
- 2008: Bronze Deutschen Meisterschaften im Marathon AK30[9]
- 2011: 2. Platz German-Inline-Cup (Bussmann Racing Team)[10]
- 2016 Deutscher Meister Marathon AK 40[11]
- 2017: Deutscher Meister Halbmarathon AK40[12]
- 2022 Deutscher Meister Halbmarathon Ak50[13]
- 2022 Deutscher Meister Marathon Ak50[14]
- 2022: 3. Platz 44. Istanbul Marathon[15]

## Galerie

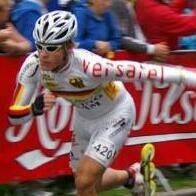
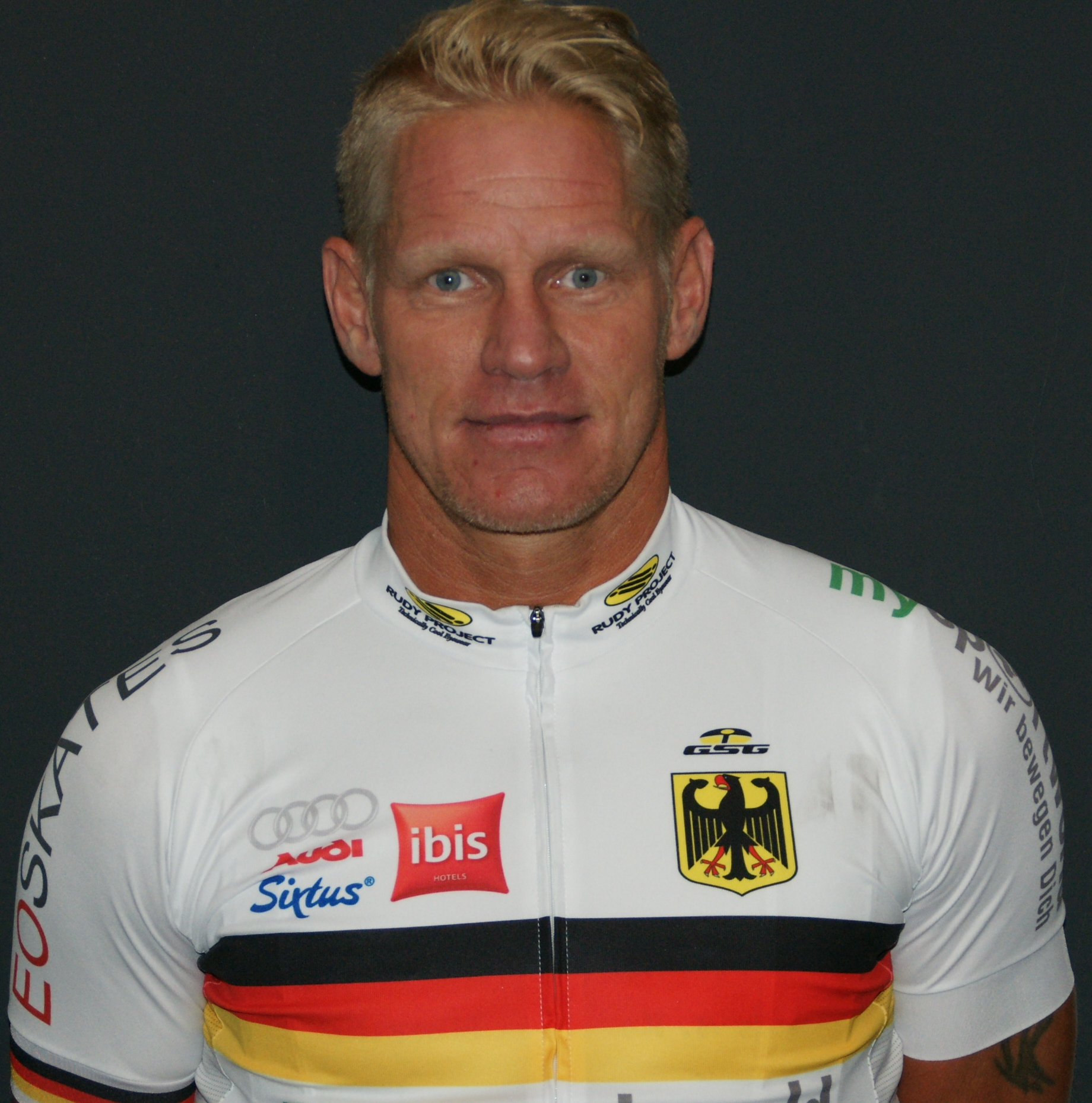
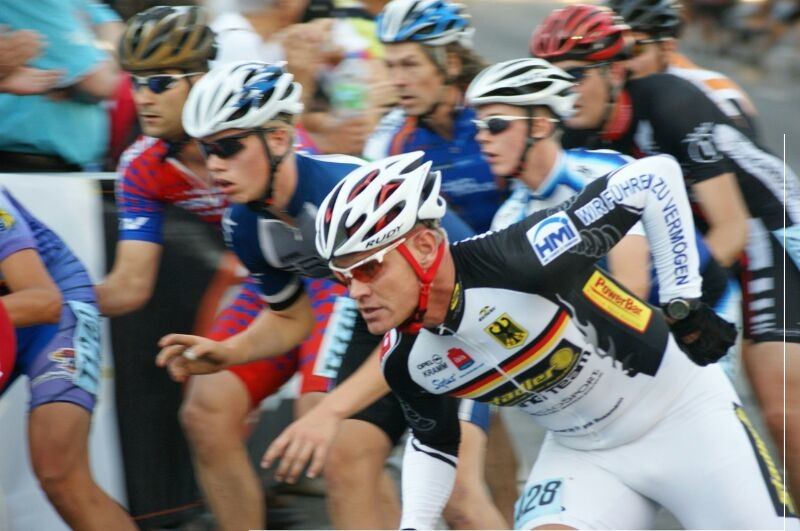
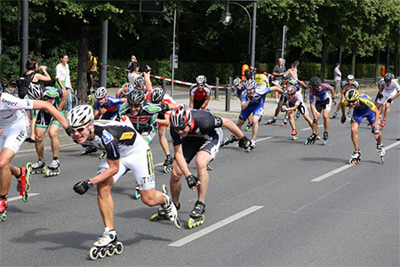